# Equazione di continuità
In fisica, l'equazione di continuità è un'equazione differenziale che esprime in forma locale la legge di conservazione per una generica grandezza fisica utilizzando il flusso della grandezza attraverso una superficie chiusa.
L'equazione di continuità può essere espressa come legge differenziale oppure integrale.

## Enunciato
Un campo vettoriale associa ad ogni punto dello spazio un vettore. 
Per esempio, se si considera lo scorrere di carica elettrica attraverso un conduttore elettrico, è possibile definire il campo vettoriale che ad ogni punto associa la velocità di deriva {\displaystyle \mathbf {v} } delle cariche. 
Se si vuole esprimere la conservazione di una quantità è utile considerare il flusso di tale quantità attraverso una superficie: 
considerate due sezioni del conduttore, se il numero di cariche che attraversano le rispettive superfici nell'unità di tempo è il medesimo significa che le cariche che viaggiano nella parte di conduttore compresa tra le due sezioni non si disperdono, restando all'interno di esso. 
Sia {\displaystyle \varphi } la densità volumetrica di una quantità {\displaystyle q} conservata: 
{\displaystyle q=\int _{V}\varphi \,\mathrm {d} V}
e si consideri il flusso di un campo vettoriale {\displaystyle \mathbf {f} =\varphi \mathbf {v} } attraverso due superfici {\displaystyle S_{1}} di area {\displaystyle \mathbf {S} _{1}} e {\displaystyle S_{2}} di area {\displaystyle \mathbf {S} _{2}}.
La forma più semplice dell'equazione di continuità mostra la condizione tale per cui il flusso è il medesimo per entrambe le superfici:
{\displaystyle \int _{S_{1}}\varphi _{1}\mathbf {v} _{1}\cdot {\rm {d}}\mathbf {S} _{1}=\int _{S_{2}}\varphi _{2}\mathbf {v} _{2}\cdot {\rm {d}}\mathbf {S} _{2}\qquad \int _{S_{1}}\mathbf {f} _{1}\cdot {\rm {d}}\mathbf {S} _{1}=\int _{S_{2}}\mathbf {f} _{2}\cdot {\rm {d}}\mathbf {S} _{2}}
dove:
{\displaystyle \int _{S}{\rm {d}}\mathbf {S} \equiv \int _{S}\mathbf {\hat {n}} \,{\rm {d}}S\qquad \mathrm {d} \mathbf {S} =\mathbf {\hat {n}} \,\mathrm {d} S}
Si tratta di un integrale di superficie con {\displaystyle \mathbf {\hat {n}} } il versore normale alla superficie considerata. Uguagliando gli integrandi si ha:
{\displaystyle \varphi _{1}\mathbf {v} _{1}\cdot {\rm {d}}\mathbf {S} _{1}=\varphi _{2}\mathbf {v} _{2}\cdot {\rm {d}}\mathbf {S} _{2}\qquad \mathbf {f} _{1}\cdot {\rm {d}}\mathbf {S} _{1}=\mathbf {f} _{2}\cdot {\rm {d}}\mathbf {S} _{2}}
che è il prodotto interno del campo {\displaystyle \mathbf {f} } con gli l'elementi di superficie {\displaystyle {\rm {d}}\mathbf {S} _{1}} e {\displaystyle {\rm {d}}\mathbf {S} _{2}} attraverso il quale scorre nell'unità di tempo.
In modo più generale, si può considerare una superficie chiusa {\displaystyle S} e dire che il flusso totale di un campo {\displaystyle \mathbf {f} } attraverso di essa (pari alla differenza tra il flusso uscente ed il flusso entrante) è uguale alla variazione temporale di una densità  {\displaystyle \varphi } relativa ad una quantità conservata all'interno della superficie.
Considerando come superficie chiusa un tratto di conduttore percorso da corrente delimitato da due sezioni {\displaystyle S_{1}} e {\displaystyle S_{2}}, ad esempio, la differenza tra il flusso uscente (relativo a {\displaystyle S_{2}}) ed il flusso entrante (relativo a {\displaystyle S_{1}}) è pari alla variazione temporale della carica contenuta tra le due superfici.
Tale variazione è espressa scrivendo la carica contenuta tra le due superfici come l'integrale, esteso sul volume del tratto di conduttore considerato, della densità di carica.
Nell'analogia con un conduttore percorso da corrente si può pensare a {\displaystyle \mathbf {f} } come il vettore densità di corrente.
L'equazione di continuità garantisce che la quantità totale di carica {\displaystyle q} contenuta all'interno della regione {\displaystyle V} delimitata da una superficie chiusa {\displaystyle \partial V} cambi nel tempo in funzione della quantità di carica che entra o fuoriesce dalla superficie stessa, ovvero in funzione del flusso del campo {\displaystyle \mathbf {f} } attraverso la superficie {\displaystyle \partial V}.
L'integrale che fornisce il flusso si relaziona alla variazione spaziale del campo attraverso il teorema della divergenza:
{\displaystyle {\frac {{\rm {d}}q}{{\rm {d}}t}}=\int _{V}{\frac {\partial \varphi }{\partial t}}\,{\rm {d}}V=-\oint _{\partial V}\mathbf {f} \cdot \mathrm {d} \mathbf {S} =-\int _{V}\mathbf {\nabla } \cdot \mathbf {f} \,{\rm {d}}V}
dove la superficie chiusa {\displaystyle \partial V} è la frontiera del dominio di integrazione.
Considerando gli integrandi al secondo e all'ultimo termine si ottiene la forma locale dell'equazione di continuità (che in tal caso è la legge di conservazione della carica elettrica):
{\displaystyle {\frac {\partial \varphi }{\partial t}}+\nabla \cdot \mathbf {f} =0}
Tale espressione può essere applicata per diverse grandezze fisiche, e rappresenta una legge di conservazione di validità generale.
Nel caso {\displaystyle \varphi } non sia una quantità conservata, l'equazione assume la sua forma più generale:
{\displaystyle {\frac {\partial \varphi }{\partial t}}+\nabla \cdot \mathbf {f} =\Sigma }
dove {\displaystyle \nabla \cdot } è la divergenza. In forma integrale si ha:
{\displaystyle {\frac {{\rm {d}}q}{{\rm {d}}t}}+\oint _{\partial V}\mathbf {f} \cdot {\rm {d}}\mathbf {S} =\Sigma }

### Conservazione della carica elettrica
Ponendo {\displaystyle \varphi \equiv \rho } la densità di carica elettrica (che in un conduttore elettrico è pari al prodotto tra la densità numerica di elettroni e la carica di un elettrone: {\displaystyle \rho \equiv ne}), e ponendo {\displaystyle \mathbf {f} \equiv \mathbf {j} } la densità di corrente elettrica (pari al prodotto tra densità di carica elettrica e velocità di deriva dei portatori di carica: {\displaystyle \mathbf {j} =\rho \mathbf {v} }), si ottiene la legge di conservazione della carica elettrica:
{\displaystyle {\frac {\partial \rho }{\partial t}}+\nabla \cdot (\mathbf {\rho \mathbf {v} } )=0}
Passando alla forma integrale:
{\displaystyle I=\oint _{\partial V}\mathbf {j} \cdot \mathrm {d} \mathbf {S} =-{\frac {\mathrm {d} }{\mathrm {d} t}}\int _{V}\rho \,\mathrm {d} V=-{\frac {\mathrm {d} Q}{\mathrm {d} t}}}
dove {\displaystyle Q} è la carica contenuta nella regione dello spazio tridimensionale V, e {\displaystyle I} è la corrente elettrica che passa attraverso la superficie chiusa {\displaystyle \partial V} che delimita questa regione V.
Quindi:
{\displaystyle {\frac {\mathrm {d} Q}{\mathrm {d} t}}=-I}
Ovvero, la variazione della carica contenuta in una qualsiasi regione dello spazio tridimensionale {\displaystyle V} (in gergo, il volume di controllo) è dovuta al passaggio di una corrente elettrica attraverso la superficie che lo delimita. 
Il segno negativo indica che se la carica elettrica totale aumenta, è entrata più corrente elettrica nella regione di quanta ne è uscita; se la carica totale è calata, viceversa. 
L'equazione di continuità per la carica elettrica è implicita nelle equazioni di Maxwell, dal momento che con la prima equazione, ovvero la legge di Gauss per il campo elettrico (nel vuoto):
{\displaystyle \mathbf {\nabla } \cdot \mathbf {E} ={\frac {\rho }{\varepsilon _{0}}}}
e con la divergenza sulla quarta equazione corretta da Maxwell (per il vuoto):
{\displaystyle 0=\mathbf {\nabla } \cdot \mathbf {\nabla } \times \mathbf {B} =\mu _{0}\mathbf {\nabla } \cdot \mathbf {j} +\varepsilon _{0}\mu _{0}{\frac {\partial \mathbf {\nabla } \cdot \mathbf {E} }{\partial t}}}
se si ricava la divergenza del campo elettrico da una delle due equazioni, e la si sostituisce nell'altra, si ottiene appunto l'equazione di continuità in forma differenziale.
Storicamente infatti Maxwell corresse la legge di Ampère proprio in modo che concordasse con le altre due leggi
(legge di Gauss per il campo elettrico e equazione di continuità per la carica elettrica), ritenendole più solide.

### Notazione relativistica
L'equazione di continuità può essere scritta in maniera molto semplice e compatta utilizzando la notazione relativistica.
Si definisce il quadrivettore densità di corrente, la cui componente temporale è la densità di carica e quella spaziale è il vettore densità di corrente:
{\displaystyle J^{\mu }=(\rho c,\mathbf {j} )}
dove c è la velocità della luce nel vuoto. In questo modo l'equazione di continuità diventa:
{\displaystyle \partial _{\mu }J^{\mu }=0}
dove {\displaystyle \partial _{\mu }} è il quadrigradiente, dato da:
{\displaystyle \partial _{\mu }\ =\left({\frac {1}{c}}{\frac {\partial }{\partial t}},\nabla \right)}
L'equazione di continuità si può scrivere anche come:
{\displaystyle J^{a}{}_{,a}=0}
dove {\displaystyle ;} denota la derivata covariante.
Tale modo di esprimere compatto, una volta sostituita l'espressione esplicita di {\displaystyle J^{\mu }} diventa l'espressione dell'equazione di continuità.

## Derivazione
La forma differenziale può essere derivata supponendo che una quantità {\displaystyle q} sia contenuta in una regione di volume {\displaystyle V} il cui contorno è {\displaystyle \partial V}.
Se tale quantità incrementa nel tempo, essa può essere scritta come la somma di quella contenuta nel volume più un incremento:
{\displaystyle q(t)=\int _{V}\varphi (\mathbf {r} ,t)\,\mathrm {d} V+\int _{0}^{t}\Sigma (t')\,\mathrm {d} t'}
La variazione di {\displaystyle q} è espressa dalla derivata temporale: 
{\displaystyle {\frac {\partial q(t)}{\partial t}}=-{\frac {\partial }{\partial t}}\int _{V}\varphi (\mathbf {r} ,t)\,\mathrm {d} V+\Sigma (t)=\oint _{\partial V}\mathbf {f} (\mathbf {r} ,t)\cdot \mathrm {d} \mathbf {S} }
ed usando il teorema della divergenza:
{\displaystyle \int _{V}\nabla \cdot \mathbf {f} (\mathbf {r} ,t)\,\mathrm {d} V=-\int _{V}{\frac {\partial \varphi (\mathbf {r} ,t)}{\partial t}}\,\mathrm {d} V+\int _{V}\sigma (\mathbf {r} ,t)\,\mathrm {d} V}
Tale relazione è vera solo se gli integrandi sono uguali, ovvero:
{\displaystyle \nabla \cdot \mathbf {f} (\mathbf {r} ,t)=-{\frac {\partial \varphi (\mathbf {r} ,t)}{\partial t}}+\sigma (\mathbf {r} ,t)}

## Teorema di Noether
Se si considera la variazione infinitesima di un campo scalare {\displaystyle \phi (\mathbf {r} ,t)}:
{\displaystyle \phi \rightarrow \phi +\delta \phi }
il teorema di Noether afferma che la densità lagrangiana {\displaystyle {\mathcal {L}}} è invariante rispetto ad una simmetria continua:
{\displaystyle {\mathcal {L}}\rightarrow {\mathcal {L}}+\delta {\mathcal {L}}}
Questo fatto comporta che vi siano densità di correnti conservate della forma:
{\displaystyle J^{\mu }={\frac {\partial {\mathcal {L}}}{\partial (\partial _{\mu }\phi )}}\delta \phi }
che soddisfano l'equazione di continuità:
{\displaystyle \partial _{\mu }J^{\mu }=0}
Infatti, la variazione di {\displaystyle {\mathcal {L}}} è:
{\displaystyle \delta {\mathcal {L}}={\frac {\partial {\mathcal {L}}}{\partial \phi }}\delta \phi +{\frac {\partial {\mathcal {L}}}{\partial (\partial _{\mu }\phi )}}\delta (\partial _{\mu }\phi )={\frac {\partial {\mathcal {L}}}{\partial \phi }}\delta \phi +{\frac {\partial {\mathcal {L}}}{\partial (\partial _{\mu }\phi )}}(\partial _{\mu }\delta \phi )}
usando le equazioni di Eulero-Lagrange:
{\displaystyle \partial _{\mu }\left[{\frac {\partial {\mathcal {L}}}{\partial (\partial _{\mu }\phi )}}\right]={\frac {\partial {\mathcal {L}}}{\partial \phi }}}
la variazione assume la forma:
{\displaystyle \delta {\mathcal {L}}=\partial _{\mu }\left[{\frac {\partial {\mathcal {L}}}{\partial (\partial _{\mu }\phi )}}\right]\delta \phi +{\frac {\partial {\mathcal {L}}}{\partial (\partial _{\mu }\phi )}}(\partial _{\mu }\delta \phi )=\partial _{\mu }\left[{\frac {\partial {\mathcal {L}}}{\partial (\partial _{\mu }\phi )}}\delta \phi \right]=0}
dove si è usata la regola di Leibnitz. Si ottiene così l'equazione di continuità in un'altra forma generale:
{\displaystyle \partial _{\mu }\left[{\frac {\partial {\mathcal {L}}}{\partial (\partial _{\mu }\phi )}}\delta \phi \right]=0}
e la densità di corrente conservata è:
{\displaystyle J^{\mu }={\frac {\partial {\mathcal {L}}}{\partial (\partial _{\mu }\phi )}}\delta \phi }
Integrando {\displaystyle J^{\mu }} in un volume dello spaziotempo si ricava l'incremento totale della corrente conservata all'interno di esso:
{\displaystyle q=\int _{V}J^{\mu }\mathrm {d} V=\int _{V}J^{\mu }\mathrm {d} x^{1}\mathrm {d} x^{2}\mathrm {d} x^{3}}

## Massa
La legge di conservazione della massa nella sua forma differenziale è particolarmente utile in fluidodinamica e teoria dell'elasticità.
Si consideri un volume di controllo elementare fisso nel tempo {\displaystyle \mathrm {d} r^{3}=\mathrm {d} x\,\mathrm {d} y\,\mathrm {d} z} delimitato da facce parallele agli assi coordinati.
Il principio di conservazione della massa esprime il fatto che il flusso netto di massa attraverso la superficie di controllo nell'intervallo di tempo {\displaystyle \mathrm {d} t} è pari alla variazione di massa all'interno dello stesso elemento.
Essendo il volume di controllo infinitamente piccolo ed assumendo che le variabili varino con continuità nello spazio e nel tempo,
la massa del volume di controllo può essere espressa con {\displaystyle \mathrm {d} m=\rho _{m}\,\mathrm {d} r^{3}}, dove {\displaystyle \rho _{m}} è la densità del fluido.
{\displaystyle {\frac {\partial \rho _{m}}{\partial t}}+\nabla \rho _{m}\cdot {\frac {\mathrm {d} \mathbf {r} }{\mathrm {d} t}}+\rho _{m}\nabla \cdot {\frac {\mathrm {d} \mathbf {r} }{\mathrm {d} t}}=0}
che per un fluido incomprimibile diventa:
{\displaystyle \nabla \cdot (\mathbf {\rho } _{m}{\frac {\mathrm {d} \mathbf {r} }{\mathrm {d} t}})=0}

## In meccanica quantistica
Anche in meccanica quantistica l'equazione di continuità esprime una legge di conservazione, questa volta della densità di probabilità.
Essa, infatti, è data da:
{\displaystyle {\frac {\partial }{\partial t}}\left|\psi \left(\mathbf {r} ,t\right)\right|^{2}+\nabla \cdot \left({\frac {i\hbar }{2m}}\left(\nabla {\bar {\psi }}\left(\mathbf {r} ,t\right)\psi \left(\mathbf {r} ,t\right)-{\bar {\psi }}\left(\mathbf {r} ,t\right)\nabla \psi \left(\mathbf {r} ,t\right)\right)\right)=0}
ovvero:
{\displaystyle {\frac {\partial }{\partial t}}\left|\psi \left(\mathbf {r} ,t\right)\right|^{2}+\nabla \cdot \left({\frac {i\hbar }{2m}}\nabla {\bar {\psi }}\left(\mathbf {r} ,t\right)\psi \left(\mathbf {r} ,t\right)\right)-\nabla \cdot \left({\frac {i\hbar }{2m}}{\bar {\psi }}\left(\mathbf {r} ,t\right)\nabla \psi \left(\mathbf {r} ,t\right)\right)=0}